# Pietrowka (rejon pawłowski)
Pietrowka (ros. Петровка) – wieś (sieło) w Rosji, w obwodzie woroneskim, w rejonie pawłowskim. W 2010 liczyła 1917 mieszkańców.